# Vitnackad honungsfågel
Vitnackad honungsfågel (Melithreptus lunatus) är en fågel i familjen honungsfåglar inom ordningen tättingar.

## Utbredning och systematik
Vitnackad honungsfågel förekommer i östra Australien (nordöstra Queensland till södra Victoria och sydöstra South Australia). Den behandlas som monotypisk, det vill säga att den inte delas in i några underarter.

## Status
IUCN kategoriserar arten som livskraftig.